# 道の駅シルクのまち かや

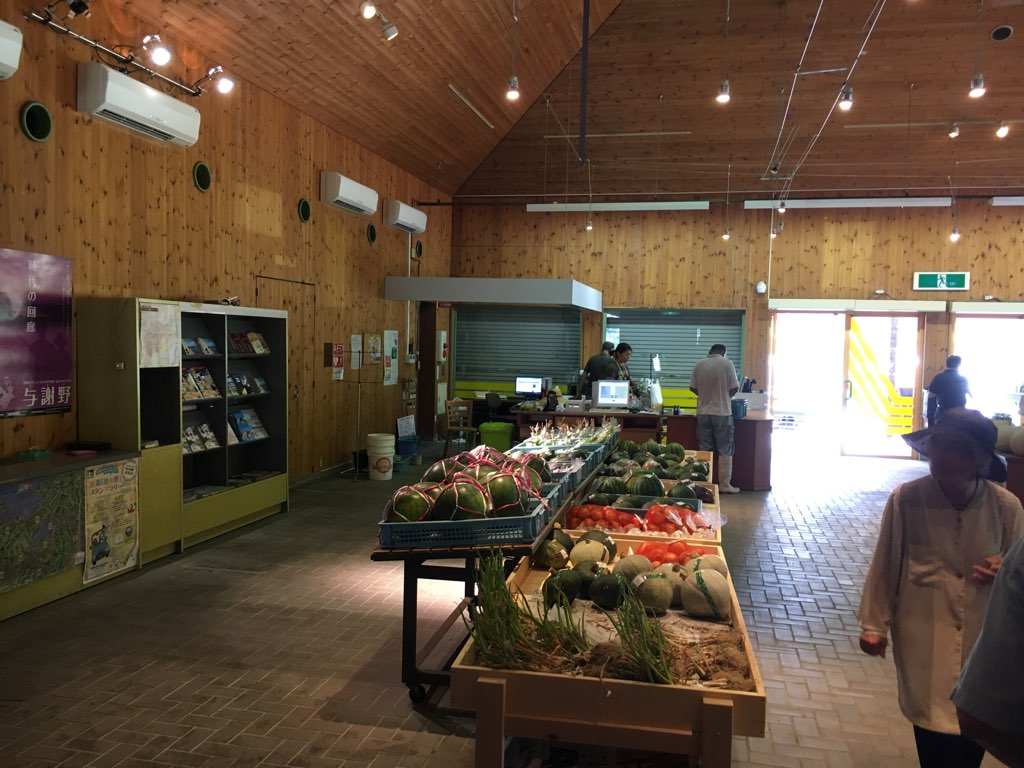
館内の様子（2017年）

道の駅シルクのまち かや（みちのえき シルクのまち かや）は、京都府与謝郡与謝野町字滝にある国道176号の道の駅である。

## 概要
1995年（平成7年）4月、京都府内で3番目の道の駅として開駅。2015年（平成27年）1月には重点道の駅候補に選定されている。
2011年（平成23年）3月に京都縦貫自動車道が宮津天橋立インターチェンジまで延伸し、山陰近畿自動車道と接続したことで利用客数が激減。これによって経営が悪化し、2017年（平成29年）4月から休館となった。同年6月10日、農産物直売所として再開した。
2023年（令和5年）4月より、京都北都ブランドマーケティング(株)が指定管理者となり運営を開始。

## 施設
- 駐車場
  - 普通車：92台[4]
  - 大型車：4台[4]
  - 身障者用：2台[4]
- トイレ
  - 男性：大・小12
  - 女性：9
  - 身障者用：2
- 農産物直売所（9:00 - 17:00）[4]

### 管理団体
- 設置者：与謝野町
- 指定管理者：京都北都ブランドマーケティング㈱

## 休館日
- 12/31

## アクセス
- 国道176号 加悦谷バイパス - 登録路線

自動車
- E9 山陰近畿自動車道 与謝天橋立ICより約25分。

公共交通機関
- WILLER TRAINS（京都丹後鉄道）宮津線（宮豊線） 与謝野駅より丹後海陸交通「与謝線」で「SL広場西」下車、徒歩約5分。

## 周辺
- 大江山運動公園
- 加悦SL広場（閉館）
- リフレかやの里
- 与謝野町古墳公園
- 大江山